# Ferdinand Hoff (Politiker)

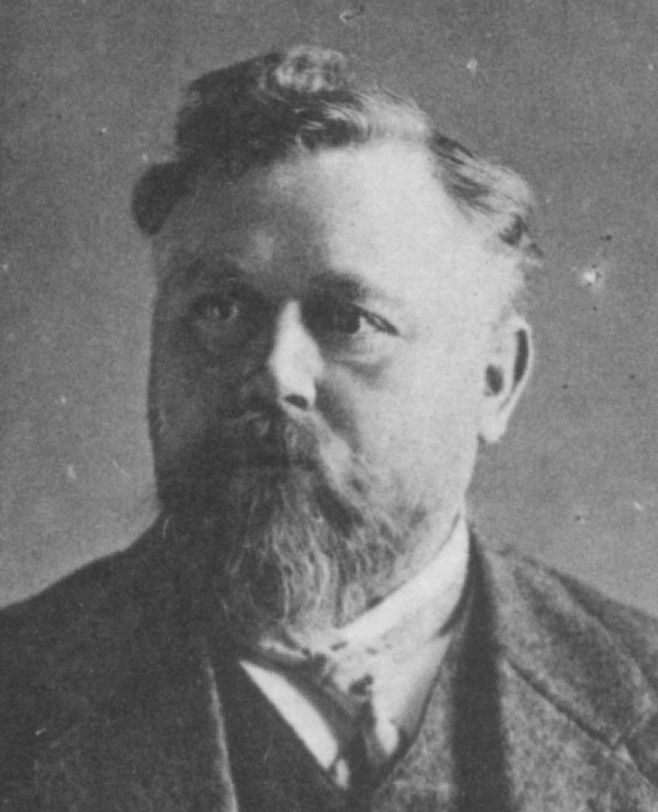
Ferdinand Hoff als Reichstagsabgeordneter 1912

Ferdinand Friedrich Hoff (* 6. Januar 1867 in Bergenhusen; † 16. Oktober 1942 in Kiel) war Lehrer und Mitglied des Deutschen Reichstags.

## Leben
Ferdinand Hoffs Vater war der Landwirt Ferdinand Hoff. Seine Mutter war Lehrerin. Hoff besuchte die Volksschule und von 1884 bis 1887 die Präparandenanstalt und das Seminar in Eckernförde. Ab 1887 war er Lehrer an der zweiten Knabenvolksschule in Kiel. 1900 wechselte er an die Erste Knabenvolksschule, wo er zunächst Konrektor und später Rektor war. Gedient hat er beim Infanterie-Regiment Nr. 85. Hoff gehörte einer Gruppe von Volksschullehrern an, die gemeinschaftlich Grundstücke kauften und dort bis 1900 ihre eigenen Wohnhäuser errichten ließ. Die Häuser stehen am heutigen Geibelplatz in Kiel.
Ab 1906 war er Stadtverordneter in Kiel und von 1907 bis 1918 Mitglied des Preußischen Hauses der Abgeordneten für den Wahlkreis Kiel-Rendsburg. Er gehörte ebenfalls der Verfassunggebenden Preußischen Landesversammlung an, die von 1919 bis 1921 tagte. Anschließend war er von 1921 bis 1932 Abgeordneter des Preußischen Landtags für die Deutsche Demokratische Partei. Er verfasste zahlreiche Aufsätze kulturpolitischen und volkswirtschaftlichen Inhalts.
Von 1912 bis 1918 war Hoff Mitglied des Deutschen Reichstags für den Wahlkreis Provinz Schleswig-Holstein 5 (Norderdithmarschen, Süderdithmarschen, Steinburg) und die Fortschrittliche Volkspartei.

## Veröffentlichungen (Auswahl)
- Der Einfluss der Volksbildung auf die wirtschaftliche Gesamtlage unsers Volkes; ein Beitrag zum II. Verbandsthema. In: Die deutsche Schule. Bd. 3 (1899), Heft 7, S. 412–423 (Digitalisat).
- Die Bedeutung einer gesteigerten Volksbildung für die wirtschaftliche Entwicklung unseres Volkes: Vortrag, gehalten auf der 32. allgemeinen schleswig-holsteinischen Lehrerversammlung in Mölln. In: Pädagogische Monatshefte: Zeitschrift zur Förderung der katholischen Pädagogik, der Lehrerbildung und gesunder Unterrichtsreformen. Bd. 5 (1899), Heft 11, S. 569–596 (Digitalisat)
- Über den formalen Bildungswert des Rechenunterrichts. In: Pädagogische Monatshefte. Bd. 7 (1901), Heft 10, S. 531–538 (Digitalisat).
- Auf zum Kampfe für das Reichstagswahlrecht in Preußen! Verlags-Anstalt Deutsche Presse, Berlin 1908.
- Bemerkungen zur Lehrerbesoldungsfrage (eine neue Broschüre von August Bielfeldt). In: Der Klassenlehrer: Organ des Deutschen Klassenlehrer-Vereins. Bd. 2 (1908), Heft 28, S. 437–438 (Digitalisat).
- Der Wahlrechtskampf in Preußen. Verlags-Anstalt Deutsche Presse, Berlin 1910.
- Hrsg.: Die Reform des Preußischen Wahlrechts: eine preußische und deutsche Zukunftsfrage. Verlags-Anstalt Deutsche Presse, Berlin 1910.
- Die innere Kolonisation: eine Schicksalsfrage. Verlags-Anstalt Deutsche Presse, Berlin 1913.
- Lehrerbildung und Einjährigenschein (in der Sitzung des Deutschen Reichstages am 23. und 24. Januar). In: Pädagogische Woche: Organ des Westfälischen Provinzialvereins, des Katholischen Lehrerverbandes und der Hermann Hubertus Stiftung. Bd. 9 (1913), Heft 9, S. 132 (Digitalisat).
- Am Abgrund vorüber! Die Volksernährung im Kriege; eine kritische Studie über die „bewährte“ Wirtschaftspolitik und den Krieg sowie über die Grundlagen, den Gang und das System der Kriegsernährungspolitik in Deutschland. Reimer, Berlin 1919 (Digitalisat).
- Politische Zeit- und Streitfragen: ein Wort der Aufklärung für die kommenden Wahlen. Demokratischer Verlag, Berlin 1920.
- Preußen. In: Anton Erkelenz (Hrsg.): Zehn Jahre Deutsche Republik: ein Handbuch für republikanische Politik. Sieben-Stäbe-Verlag, Berlin-Zehlendorf 1928, S. 169–182.